# Тверской кремль
Тверско́й кремль — крепостное сооружение древней Твери, построенное в XII веке, неоднократно разрушенное и воссозданное и просуществовавшее до пожара 1763 года.

## История

### Удельная эпоха
Деревянная крепость на правом берегу Тьмаки у её впадения в Волгу построена в XII веке как форпост в борьбе за верхневолжские земли, по версии Василия Татищева — в 1181 году владимирским князем Всеволодом Юрьевичем, по мнению советского историка Владимира Кучкина — в 1130—1140-е годы ростово-суздальскими князьями.
В 1238 году деревянный кремль разрушен монголо-татарскими войсками хана Батыя. Между 1238 и 1285 укрепления Тверского кремля восстановлены, в конце XIII века на его территории построен белокаменный Спасо-Преображенский собор — одно из первых каменных зданий, возведенных на Руси после монголо-татарского разорения, и в 1293 году хан Дюдень не решился штурмовать его.
В 1317 году тверской князь Михаил Ярославич, с ростом политического значения Твери решил расширить кремль; в 1327 году он был вновь разрушен татаро-монголами после восстания против Чолхана. В 1373 году по указанию князя Михаила Александровича был вырыт ров и насыпан оборонительный вал между Волгой и Тьмакой, восточнее кремля, на котором сооружены деревянные стены с башнями. В 1375 кремль осаждала московская рать во главе с великим князем Дмитрием Ивановичем (будущим Донским). Укрепление Тверского кремля продолжилось и в последней четверти XIV века. В 1413 году весь город, включая кремлёвские стены, сгорел в крупном пожаре, но вскоре был отстроен заново. В кремле были возведены новые белокаменные ккняжеские палаты с дворцовой церковью Михаила Архангела. В северо-восточной части  кремля в 1413—1420 годах была построена белокаменная ярусная церковь Св. Иоанна Милостивого.
Тверской кремль был овальной формы и имел площадь около 19 га. Протяженность земляных валов и деревянных стен на них была около 1600 м. Вдоль стен кремля с запада протекала Тьмака, с севера — Волга, а с востока был прорыт ров. Через водные преграды были перекинуты мосты, соответствующие воротам в крепостных стенах. Владимирские, главные, ворота находились посредине восточной стены. С юга располагались Васильевские ворота, с запада — Тьмацкие. На территории кремля находились дворы бояр и служилых людей, численность которых была около полутора тысяч человек. В посадах предположительно жило около 5000 человек.
В 1447 году напротив кремля на острове в устье Тьмаки князь Борис Александрович заложил укреплённый городок Любовен (Люблин), где расположился его княжеский двор. По сути, он стал первым окольным городом Твери, поскольку окружающие кремль посады были на тот момент ещё неукреплёнными. В 1449 году кремль вновь стал жертвой крупного пожара, который был, вероятно, результатом поджога. Борис Александрович повелел спешно заново срубить укрепления, чтобы упредить идущего на него войной польского короля и литовского князя Казимира IV. Благодаря быстрым действиям Борису Александровичу удалось избежать захвата его княжества западными соседями. В 1452 году обширные территории городских посадов Загородья и Затмачья впервые получили укрепления и были окружены рвом и острогом. В кремле деревянная церковь Михаила Архангела была заменена одноимённой белокаменной.
В 1485 году после осады (но без штурма) в кремль вступил московский князь Иван III Васильевич, а Тверское княжество вошло в Московское княжество на правах удела. Тверской кремль стал резиденцией московских наместников.

### Русское государство
В конце 1569 года опричники Ивана Грозного по пути в Новгород (см. Новгородский погром) несколько дней громили Тверь, при этом был разорён и, вероятно, сильно повреждён Тверской кремль. Датский посол Якоб Ульфельдт, проезжавший через Тверь в 1578 году, отмечал, что бывшая крепость Твери разрушена настолько, что не осталось даже следов стены.
До начала Смутного времени кремль был восстановлен. В нём располагались съезжая приказная изба, воеводский двор, караульная изба, тюрьма и житный двор, где хранились запасы продовольствия. В январе 1609 года из-за нерадивости воевод Тверь пала в руки сторонников Лжедмитрия II. В июле того же года она была осаждена русско-шведским корпусом Михаила Скопина-Шуйского и Якоба Делагарди численностью около 18 тысяч человек. Отбив вылазку польско-литовских интервентов, наступающее войско заняло посады, а затем предприняло две попытки штурма Тверского кремля, в котором засели поляки во главе с паном Красовским. Однако они оказались безуспешными и привели к расколу русско-шведского корпуса (роль сыграли также проблемы с выплатой жалованья наёмникам). Однако к концу года интервенты всё же ушли из Твери, поскольку Василий Шуйский назначил в неё воевод.
В мае 1616 года большая часть Тверского кремля сгорела. Огонь истребил воеводский и архиепископский дворы, съезжую и губную избы, тюрьму, гостиный двор, пять деревянных церквей и 463 жилых двора. В Тверь был выслан воевода Дмитрий Петрович Лопата Пожарский, который сумел за короткие сроки восстановить часть укреплений и с малым гарнизоном отбить в 1617 году нападения двух польских отрядов из войска королевича Владислава — во главе с полковником Соколовским и полковником Копыченским.

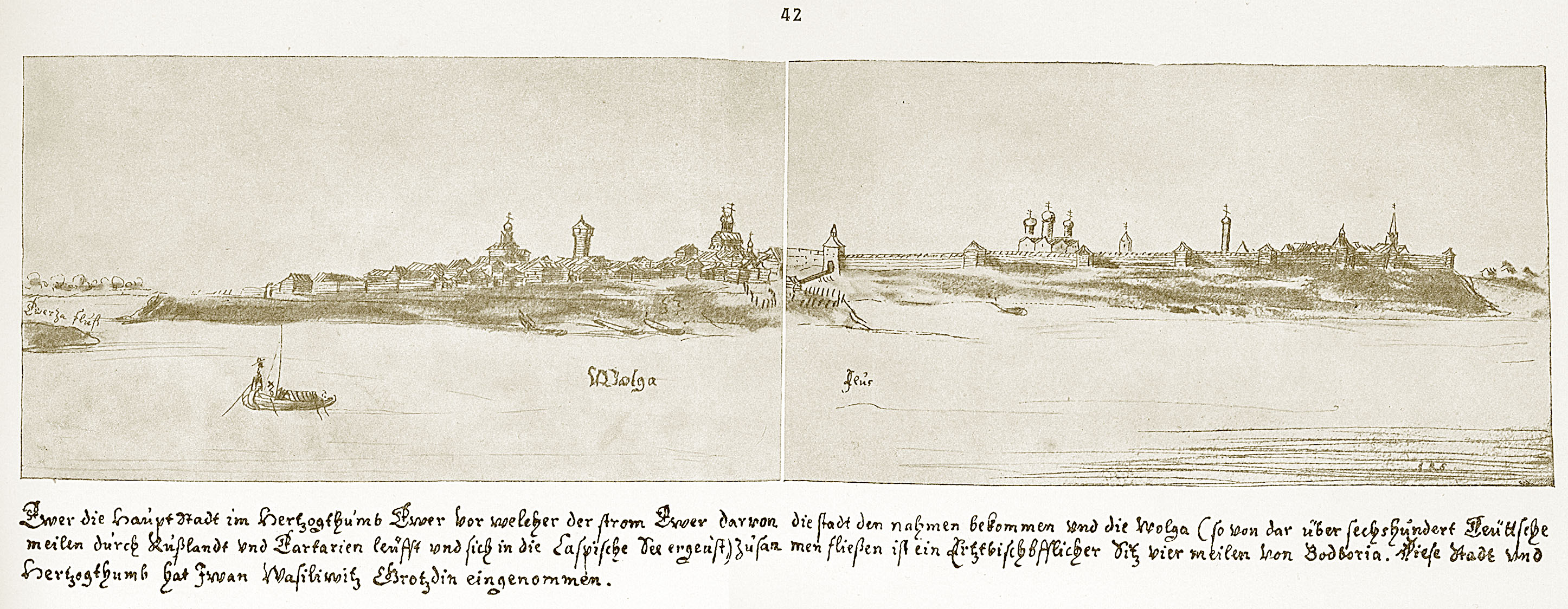
Панорама Твери с кремлём из альбома путешественника Августина Мейерберга, 1660-е годы

После Смуты Тверской кремль восстанавливался медленно. Ещё в 1629 году в кремле и на посадах были заселены только 544 двора, тогда как 1450 дворов пустовали. После восстановления Тверской кремль имел восемнадцать башен, из них четыре имели проездные ворота: Владимирские, Благовещенские, Тмацкие и Волжские. Был отремонтирован и Спасо-Преображенский собор. В течение последующих десятилетий кремль дважды горел — в 1636 и 1661 годах. После последнего, более разрушительного пожара в кремле были возведены каменные здания архиерейского двора с церковью Спаса «на сенях». В 1674 году над главным въездом в кремль на средства архиепископа построили кирпичную проездную Владимирскую башню «со стрельницей» — единственное каменное фортификационное сооружение кремля. Её высота составила 21 м. С двух сторон к башне примкнули четырёхсаженные кирпичные прясла крепостных стен. Предполагалось со временем отстроить из кирпича и другие укрепления кремля, но это так и не было осуществлено. Формирование кремлёвского ансамбля завершилось возведением в 1689—1696 годах нового пятиглавого Спасо-Преображенского собора, построенного по образу и подобию Успенского собора Московского кремля. Он заменил сильно обветшавший храм конца XIII века.
В 1707 году в связи с войной со Швецией кремль по указанию Петра I был реконструирован под руководством Леонтия Магницкого: укреплён и досыпан вал, сооружены бастионы, приспособленные к активной артиллерийской обороне. В кремле по указу Александра Меншикова были построены новые палаты. В 1730 году было построено здание канцелярии, а в 1739 году была заложена каменная соборная колокольня.

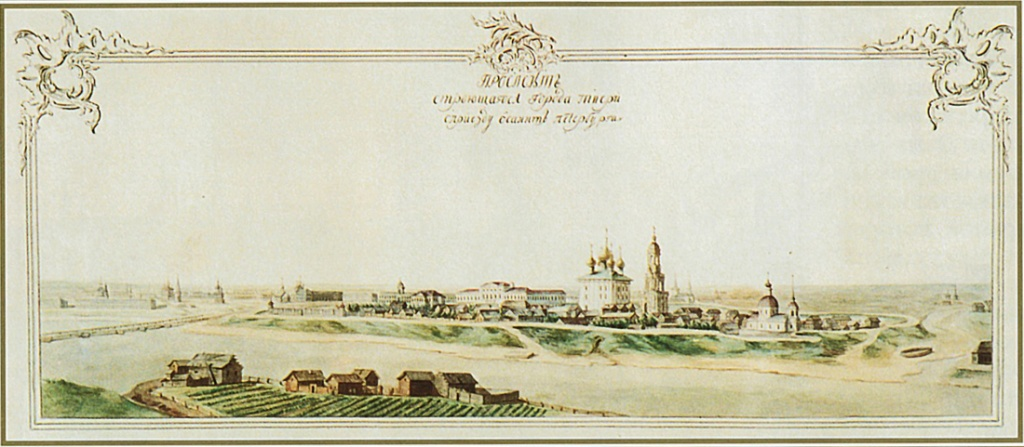
Вид кремля после городского пожара 1763 года и разборки укреплений

В 1763 году кремль сгорел при большом городском пожаре и больше не восстанавливался, поскольку к тому времени он уже утратил оборонное значение. По указу Екатерины II планировка центральной части города получила регулярный характер. На территории бывшего кремля был построен Путевой дворец Екатерины II. В конце XVIII века земляные валы и бастионы были скопаны, также была снесена башня Владимирских ворот. Уже в советское время был взорван Спасо-Преображенский собор (ныне восстановлен).

## Раскопки
В 1934 году на территории Тверского кремля проведены первые раскопки. С 1979 года на территории Кремля работают археологические экспедиции Института археологии РАН и Тверского государственного объединенного музея, которыми в 1983 году была найдена первая тверская берестяная грамота.
В настоящее время на территории Тверского кремля находятся путевой дворец, стадион «Химик» и часть Городского сада. В центральной части Городского сада сохранились остатки крепостного рва. После пожара 1763 года он был частично засыпан и до начала XX века использовался как пологий спуск к понтонному мосту через Волгу. На территории разрушенного кремля в разное время работали археологические экспедиции.